# Lago Sultartangalón
O Sultartangarlón é um lago localizado nas Terras Altas da Islândia a norte do vulcão Hekla. 
É um reservatório do rio Þjórsá, com uma superfície de aproximadamente 19 km². 